# William Price
William Frederick Price (ur. 7 października 1987 w Waszyngtonie) – amerykański siatkarz, grający na pozycji przyjmującego i atakującego, reprezentant Stanów Zjednoczonych. Od sezonu 2015/2016 występuje w tureckiej drużynie Büyükşehir Belediyesi Stambuł.

## Sukcesy klubowe
Mistrzostwo Chin:
- 2015

Mistrzostwo Turcji:
- 2016

## Sukcesy reprezentacyjne
Mistrzostwa Ameryki Północnej, Środkowej i Karaibów Juniorów:
- 2006

Puchar Panamerykański:
- 2011[3]

## Nagrody indywidualne
- 2015: Najlepszy atakujący ligi chińskiej